# 八重洲通り
八重洲通り（やえすどおり）とは東京都中央区にある道路の名称であり､外堀通りと面する東京駅八重洲口から､中央大橋を経由して清澄通りとの交差点である東京都中央区佃までの区間を結ぶ｡
東京都道408号八重洲宝町線と東京都道463号上野月島線支線の区間に一部含まれる｡
東京駅から一直線に伸びており､東京駅八重洲口を起点とする路線バスや高速バスが通るルートにもなっている｡
八重洲通りは関東大震災の復興事業の一環として計画・整備され1939年（昭和4年）に完成した｡
なお、八重洲通りのうち、中央大橋から、清澄通りとの交差点の区間、つまり東京都中央区佃と住居表示される区間については、近隣の大川端リバーシティ21にちなみ、リバーシティ21通りや、リバーシティ通りとも呼ばれる。

## 交差する主な道路
起点 - 終点間：約2.4km
- 外堀通り(東京都道405号外濠環状線) - 八重洲中央口前交差点
- 中央通り(国道15号) - 日本橋三丁目交差点
- 昭和通り(東京都道316号日本橋芝浦大森線) - 京橋一丁目交差点
- 首都高速都心環状線(楓川跡)(立体交差) - 宝町出入口(久安橋併設)(久安橋の京橋一丁目交差点に近い方の端に入口が、久安橋の八丁堀交差点に近い方の端に出口が設置されている。)
- 新大橋通り(東京都道・千葉県道50号東京市川線) - 八丁堀交差点
- 亀島川 - 亀島橋
- 鍛冶橋通り - 新川二丁目交差点
- 隅田川 - 中央大橋（周辺は越前堀を埋め立てた）
- 清澄通り(東京都道463号上野月島線本線) - 東京都中央区佃2丁目・佃3丁目（名称のない交差点）

## 接続する主な駅
- 東京駅（東京メトロ丸ノ内線･山手線･京浜東北線･東海道本線･東海道新幹線･東北新幹線）
- 京橋駅（東京メトロ銀座線）
- 宝町駅（都営地下鉄浅草線）
- 八丁堀駅（東京メトロ日比谷線･京葉線）
- 月島駅（東京メトロ有楽町線･都営地下鉄大江戸線）

## 接続するバス路線

### 都営バス
- 東15系統
- 東16系統 - 八重洲通りの全区間が経路として設定されている。

### 日立自動車交通 江戸バス(中央区コミュニティバス)
- 南循環
- 北循環

### 日の丸自動車興業 メトロリンク日本橋
- メトロリンク日本橋(日本橋循環新ルート)
- メトロリンク日本橋Eライン

## 接続する橋梁
- 久安橋(宝町出入口併設) - 楓川跡(現・首都高速都心環状線)
- 亀島橋 - 亀島川
- 中央大橋 - 隅田川